# Волков Володимир Васильович (актор)
Володимир Васильович Волков (нар. 14 серпня 1929, м. Хорол, Полтавська область, Українська РСР, СРСР — пом. 10 листопада 2007) — радянський і український актор.

## Життєпис

Могила Володимира Волкова та його родини, Берковецьке кладовище

Народився 14 серпня 1929 року у місті Хорол на Полтавщині.
Закінчив Свердловську школу кіноактора в РСФСР (1948) і Всесоюзний державний інститут кінематографії (1952) у Москві, РСФСР. У 1954—1956 роках — актор Волгоградського драматичного театру.
З 1956 — в Україні, актор Кіностудії імені О. Довженка. У кіно зіграв близько 115 ролей, з них багато епізодичних.
Знімався до останнього. Виховав сина Андрія (1958—1998). Помер на 79-му році життя через місяць після смерті дружини, 10 листопада 2007 року. Похований на Берковецькому кладовищі Києва, неподалік від центрального входу (ділянка № 2а, 50°29′17.56″ пн. ш. 30°23′42.57″ сх. д. / 50.4882111° пн. ш. 30.3951583° сх. д.).

## Фільмографія
- 1960 — Літак відлітає о 9-й
- 1960 — Фортеця на колесах
- 1961 — Радість моя
- 1963 — Новели Красного дому
- 1964 — Ракети не повинні злетіти
- 1964 — Ключі від неба — водій вантажівки
- 1966 — Бур'ян
- 1968 — Розвідники
- 1968 — На Київському напрямку
- 1969 — Вулиця тринадцяти тополь
- 1970 — Олеся — урядник
- 1970 — Сади Семіраміди — Деміан
- 1970 — Сеспель
- 1971 — Ніна — Рєпкін
- 1972 — Нічний мотоцикліст
- 1972 — Наперекір усьому
- 1972 — Адреса вашого дому
- 1973 — Коли людина посміхнулась— диспетчер
- 1973 — Не мине і року...
- 1973 — В бій ідуть одні «старики»
- 1973 — Стара фортеця (в фільмі Будинок з привидами)
- 1974 — Анна і Командор
- 1975 — Ар-хі-ме-ди!
- 1975 — Небо—земля—небо
- 1975 — Хвилі Чорного моря
- 1975 — новела «Боцман» (кіноальманах Ральфе, здрастуй!);
- 1976 — Щедрий вечір — Микола (озвучив актор Павло Морозенко)
- 1976 — Свято печеної картоплі
- 1977 — «Р. В. С.»
- 1977 — Право на любов
- 1977 — Подарунок долі
- 1978 — Женці
- 1978 — Море
- 1979 — Вавилон XX
- 1979 — Поїзд надзвичайного призначення
- 1980 — Візит у Ковалівку
- 1981 — Два дні на початку грудня
- 1981 — Неспокійне літо
- 1982 — Зоряне відрядження
- 1983 — Климко — епізод
- 1983 — Провал операції «Велика Ведмедиця»
- 1983 — Вир — Дорош
- 1985 — Кожен мисливець бажає знати...
- 1985 — І ніхто на світі...
- 1987 — Моя люба — епізод
- 1990 — Івін А.
- 1991 — Із житія Остапа Вишні
- 1991 — Тримайся, козаче!
- 1992 — Дитина до листопада
- 1992 — Гра всерйоз
- 1992 — У тій царині небес...
- 1992 — Іван та кобила (епіз.)
- 1994 — Зефір в шоколаді
- 1994 — Викуп
- 1996 — «Вальдшнепи»
- 2007 — Люди з каменю
- 2007 — Кохані безсмертні (Франція) — Альберт
- 2007 — Російська наречена (США) — дядько Вова